# Diecezja Limburga
Diecezja Limburga (niem. Bistum Limburg, łac. Dioecesis Limburgensis) – diecezja Kościoła rzymskokatolickiego w zachodniej części Niemiec, w metropolii Kolonii. Diecezja została erygowana 16 sierpnia 1821 na terytorium należącym wcześniej do diecezji Trewiru.

## Bibliografia

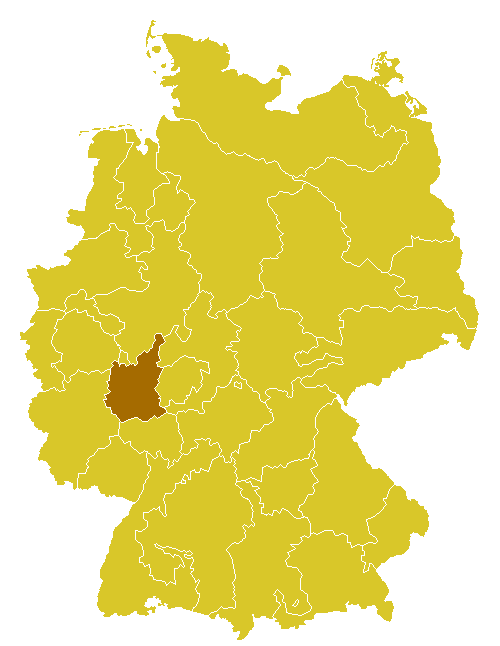
Położenie diecezji Limburga na mapie administracyjnej Kościoła katolickiego w Niemczech